# Ag Apolloni
Ag Apolloni (* 13. června 1982 Kačanik) je albánský spisovatel, básník, dramatik, esejista a pedagog narozený v Kosovu. Na Prištinské univerzitě se stal docentem literární vědy. Jeho díla se vyznačují dramatickým rozměrem, filosofickým přesahem a kritickým přístupem k historii, politice a společnosti.

## Vzdělání a pedagogická činnost
Narodil se roku 1982 v kosovském Kačaniku, tehdejší součásti jugoslávské Socialistické republiky Srbsko. Po ukončení gymnázia v rodném městě vystudoval dramaturgii a literaturu na Prištinské univerzitě, kde promoval v roce 2005. Z finančních důvodů ukončil studium filosofie a do úmrtí otce roku 2007 o něj pečoval v prištinské nemocnici. V roce 2008 získal magisterský titul a o čtyři roky později doktorát z jazykovědy. Na Prištinské univerzitě, kde se habilitoval, začal přednášet v roce 2008.

## Profesní kariéra
Působil jako novinář, editor a šéfredaktor v prištinských denících, literárních a kulturních časopisech. V roce 2010 obnovil a tři roky vedl nejstarší kosovský literární magazín Jeta e Re (Nový život), jenž byl založen v roce 1949 a původně ukončen roku 2006. Časopis o kultuře nazvaný Symbol pak založil v roce 2013. Přispíval do něj rozhovory s osobnostmi včetně kanadské akademičky Lindy Hutcheonové, literárního teoretika Jonathana Cullera, americké básnířky Rity Doveové, umělce Gottfrieda Helnweina, německého jazykovědce a kritika Andrease Huyssena, nizozemské literární teoretičky a umělkyně Mieke Balové, britského spisovatele D. M. Thomase či španělského spisovatele Javiera Cercase. Apolloniho práce a knihy byly z albánštiny přeloženy do angličtiny, němčiny, italštiny, češtiny, makedonštiny, srbštiny a dalších jazyků.

## Dílo
Literárně činný začal být v roce 2003. V kavárně vyslechl válečný příběh zločince, který sbíral oči svých obětí, což jej natolik šokovalo, že přes noc napsal monodrama. Později byl tento příběh otištěn v rakouském časopise Lichtungen pod názvem Stephen, aneb příběh sběratele očí. Během studií si vedl básnický deník, jenž publikoval roku 2009 pod názvem Zomb. O čtyři roky později vydal románovou prvotinu Ulurima e ujkut (Vytí vlka, vlka vytí), v postmoderním stylu kombinujícím témata bolesti a vzteku.
Věnuje se také literárním studiím. V této oblasti napsal knihu Parabola postmoderne (Postmoderní parabola), kde rozvinul téma své diplomové práce, monografii o prvním albánském postmoderním spisovateli Rexhepu Qosjovi. Ve druhé studii Paradigma e Proteut (Proteovo paradigma) navázal na disertaci o nejpřekládanějším albánském románu Generál mrtvé armády od Ismaila Kadareho. V roce 2016 vydal knihu Koferi i Konicës (Konicovy kufry), s odkazem na albánského spisovatele a diplomata Faika Konicu, která je sbírkou esejů nahlížejících různé aspekty albánské literatury, jakými jsou jazyk, hodnoty, témata, její role v propagandě a v historickém, politickém či náboženském diskursu.

### Básně
- Zomb (2009)

### Romány
- Ulurima e ujkut (Vytí vlka, vlka vytí, 2013)
- Zazen (2014)

### Divadelní hry
- Stephen, Halloween, Judith, Mat (2010)
- Hamleti simbas Horacit ([Hamlet podle Horatia], 2017)
- Skenderbeu, manuskripti i Marlout (česky: [Skanderbeg, rukopis Marlowea], 2018)

### Studie, eseje
- Parabola postmoderne ([Postmoderní parabola], 2010)
- Paradigma e Proteut ([Proteovo paradigma], 2012)
- Koferi i Konicës ([Konicovy kufry], 2016)
- Commentum (2019)

### Životopis
- Mesjeta ime (česky: [Můj středověk], 2019)

### Česká vydání
- Vytí vlka, vlka vytí (Kniha Zlín, Plus, 2019)

## Výběr ocenění
- 2010 – Básnícká sbírka roku, Ministerstvo kultury, mládeže a sportu Kosova[7]
- 2013 – Cena Rexhaie Surroie[8]
- 2016 – Cena Katariny Josipiové[9]